# بارك رويال (محطة مترو أنفاق لندن)
بارك رويال (بالإنجليزية: Park Royal)‏ هي إحدى محطات مترو أنفاق لندن. تقع على خط بيكاديلي أفتتحت في المنطقة (Zone) رقم 3 أفتتحت في 23 يونيو 1903، تغيير الموقع 6 يوليو 1931.

## معرض صور

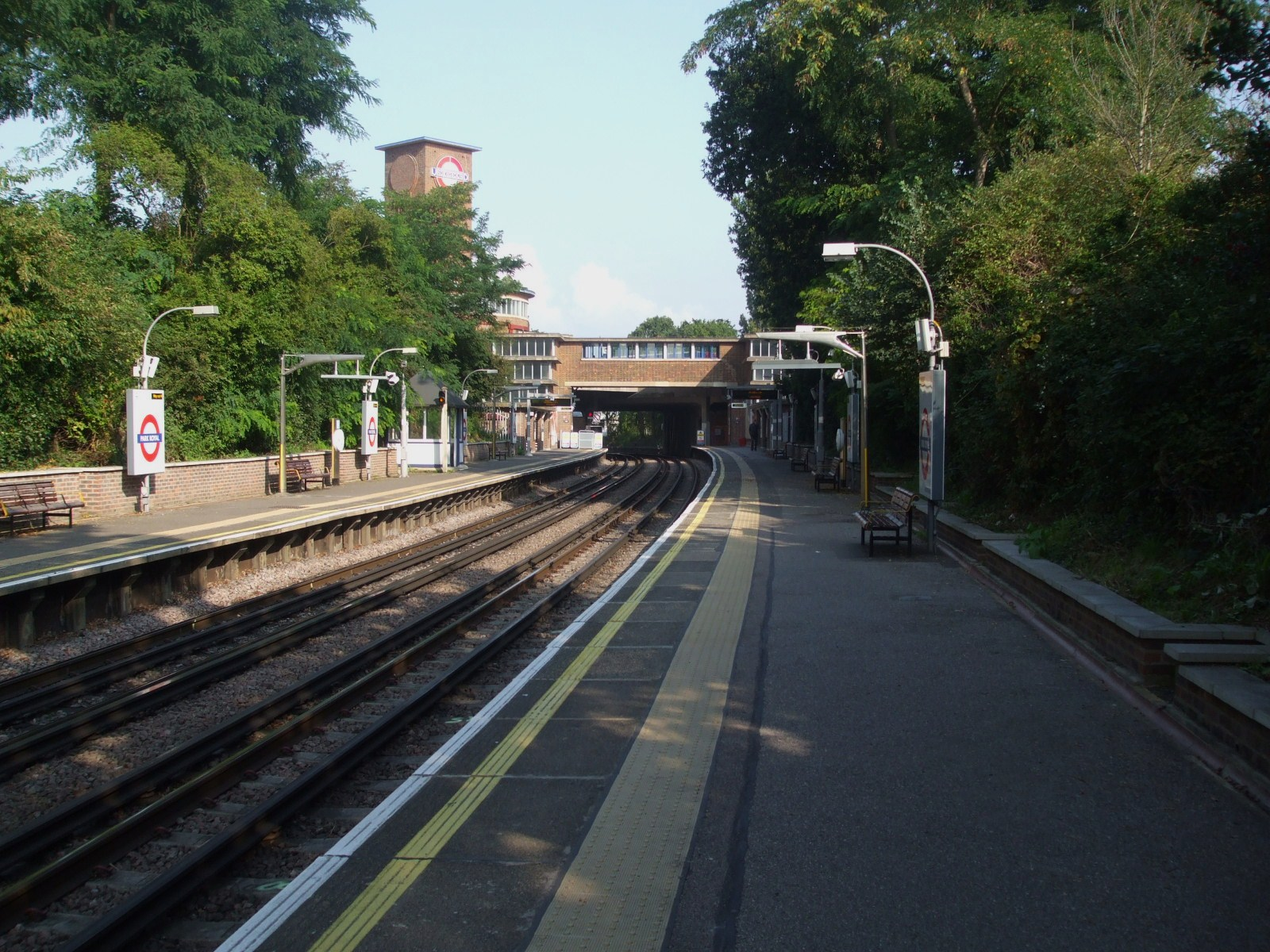
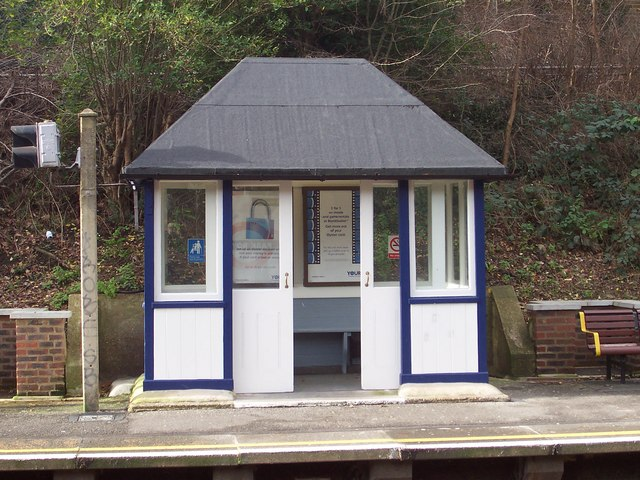
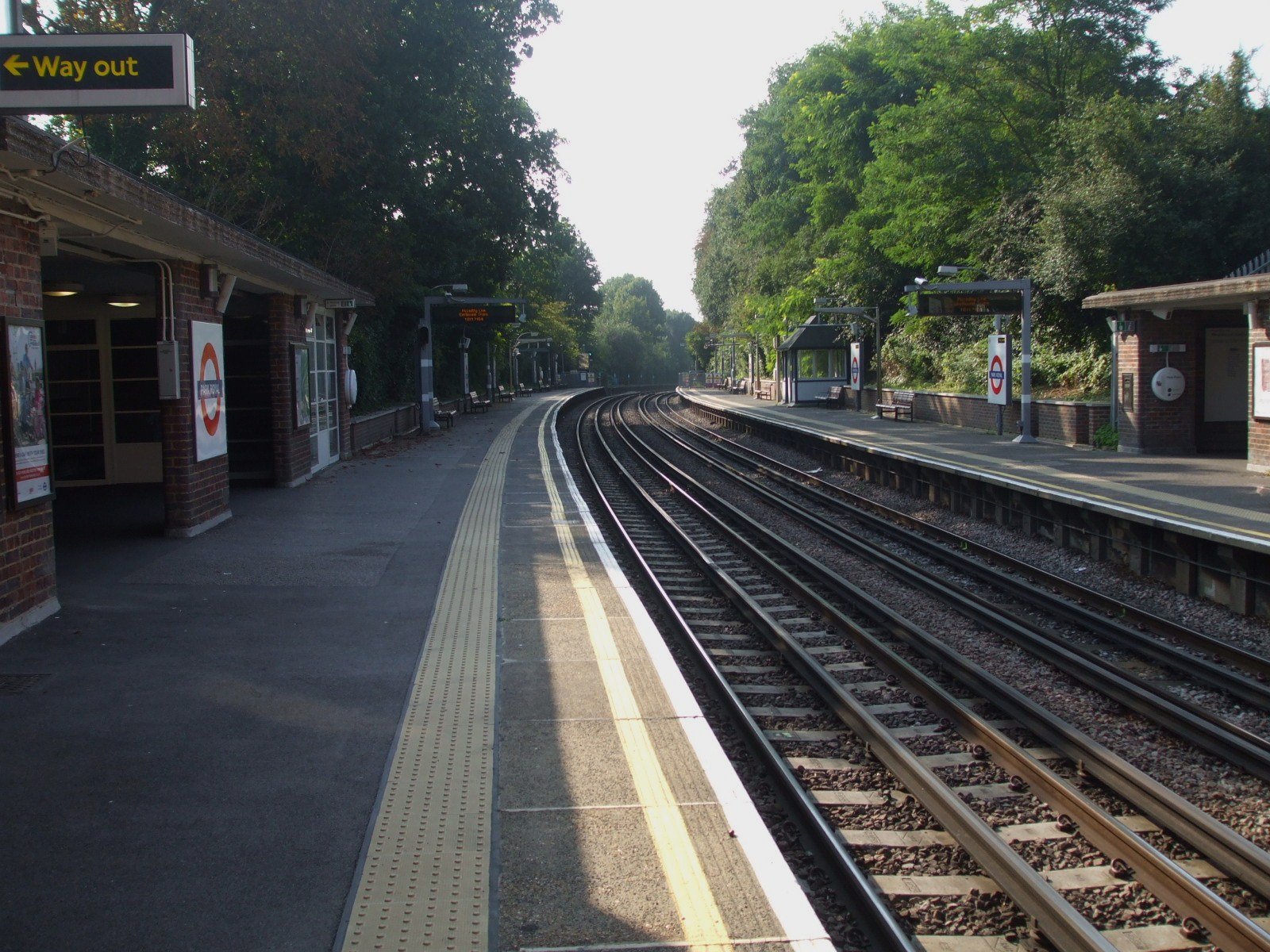